# Hosta hypoleuca
Hosta hypoleuca là một loài thực vật có hoa trong họ Măng tây. Loài này được Murata mô tả khoa học đầu tiên năm 1962.